# Violon
Der Violon ist ein kleiner Fluss im Zentralmassiv von Frankreich, der im Département Cantal der Region Auvergne-Rhône-Alpes westlich der Stadt Riom-ès-Montagnes verläuft. 

## Geografie

### Verlauf
Der Violon entspringt am Plateau de Trizac im südöstlichen Gemeindegebiet von Trizac, entwässert generell Richtung Nordnordwest durch den Regionalen Naturpark Volcans d’Auvergne und mündet nach rund 15 Kilometern im Gemeindegebiet von Vebret als linker Nebenfluss in die Sumène. Im Oberlauf durchquert der Violon ein großes Feuchtgebiet im Naturpark.

### Orte am Fluss
(Reihenfolge in Fließrichtung)
- Buron de Chaffols, Gemeinde Valette
- La Besseyre, Gemeinde Trizac
- Roudalhac, Gemeinde Menet
- Brocq, Gemeinde Menet
- La Buge, Gemeinde La Monselie
- Chastel Marlhac, Gemeinde Le Monteil
- Prunet Bas, Gemeinde Vebret
- La Valette, Gemeinde Antignac
- Vebret